# NGC 5275
NGC 5275 је лентикуларна галаксија у сазвежђу Ловачки пси која се налази на NGC листи објеката дубоког неба.
Деклинација објекта је + 29° 49' 31" а ректасцензија 13h 42m 23,6s. Привидна величина (магнитуда) објекта NGC 5275 износи 14,2 а фотографска магнитуда 15,2. NGC 5275 је још познат и под ознакама MCG 5-32-67, CGCG 161-124, VV 543, PGC 48544.